# Traje de maja

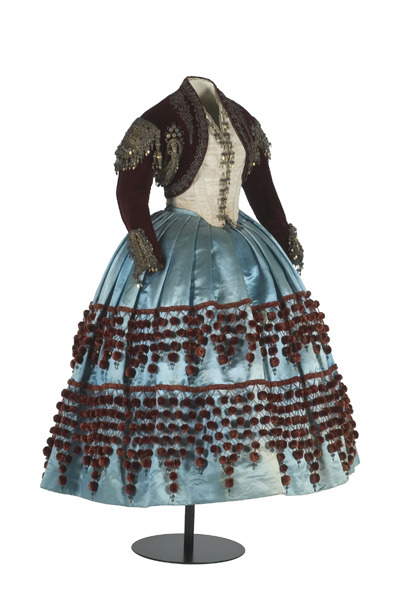
Traje de maja. Donado a Isabel de Borbón la Chata, Princesa de Asturias, por la ciudad de Valencia

El traje de maja es un tipo de indumentaria tradicional típico de Madrid, España. Proviene de Lavapiés, una de las barriadas más castizas y populares de Madrid, dentro del barrio de Embajadores. Para distinguirse, los del barrio de Lavapiés se vestían con el traje de majos, mientras que los de Chamberí se vestían de chulapos.
El traje femenino está compuesto por una chaquetilla y una falda denominada basquiña. Sus trajes se diferenciaban en la calidad de los tejidos son bordados a mano en hilo negro, la tela era de seda que producían los gusanos, sus propiedades básicas son resistentes tanto al frío como al calor apreciada por su brillantez, son valoradas por su resistencia, protegen tanto del frío con del calor, lógicamente son para los más pudientes.
La chaquetilla es de raso, en la cabeza llevan madroña; son unas redes de tejidos de madroños regulares, también llevan unas mantillas crudas o negras.
Esta prenda la lleva la reina Isabel II, a quien le regalaron un traje de goyescas cuando tenía 14 años, y se hace popular en la corte, siendo luego un sello de identidad español, posteriormente son utilizados por las madrinas de boda. La maja más popular fue la duquesa de Alba, de la que Goya nos dejó famosos cuadros.
Había diferentes clases de majos ricos, ordinarios, celos, broncas y al mismo tiempo apasionado. Las damas de la alta sociedad les picaba la curiosidad y se vestían de majas para poder se introducirse en los acontecimientos y festejos de los plebeyos, imitando sus gestos y forma de hablar, a lo que Ortega y Gasset llamaba "plebeyísmo", (seguido de esto empezaron hacerse las corridas de toros y utilizarlos en los teatros, para las actuaciones)